# Battista Dossi

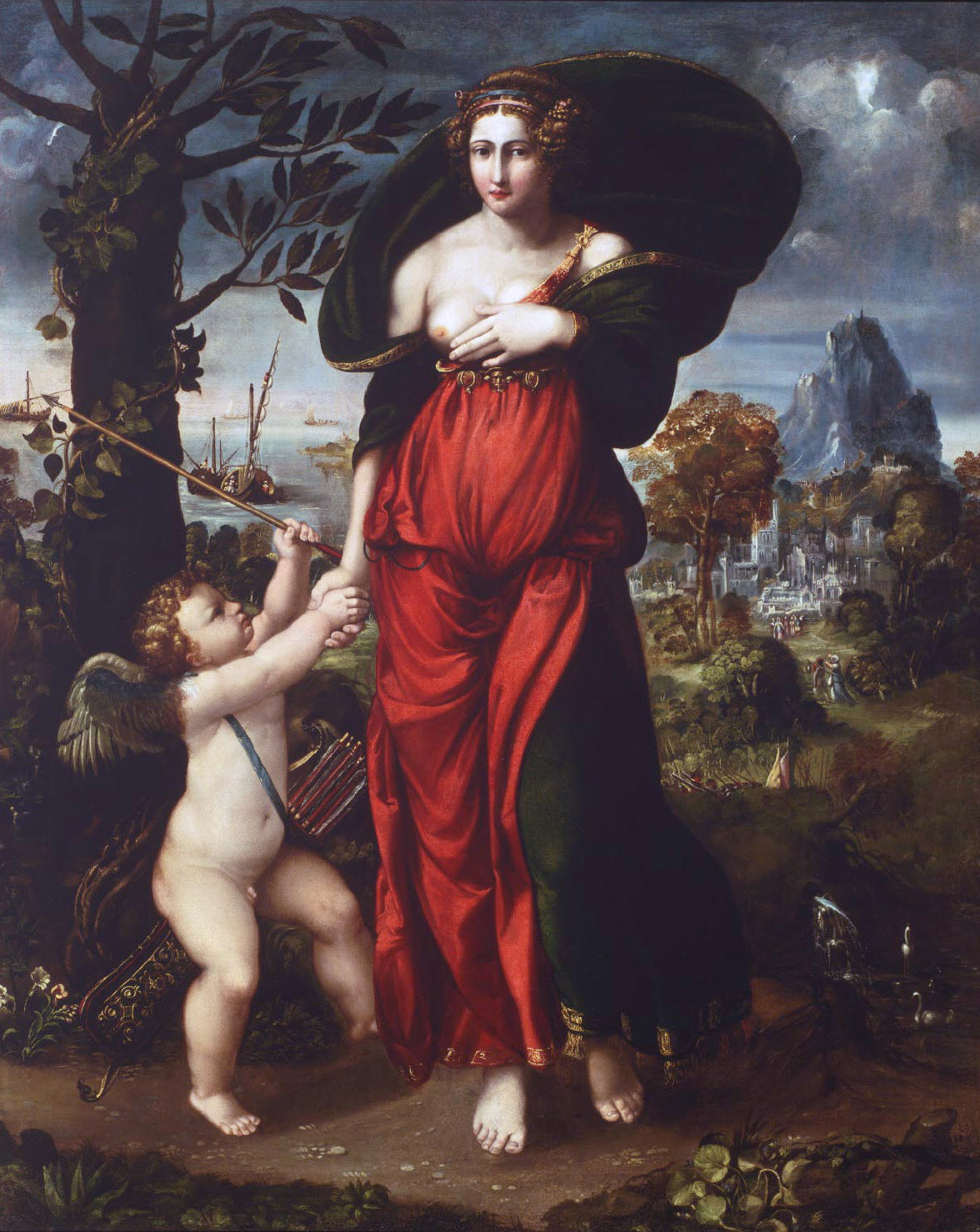
Vênus e o Cupido

Battista Dossi (ca. 1490-1548), também chamado Battista de Luteri, foi um pintor italiano que pertenceu à Escola de Ferrara. Passou quase toda sua vida trabalhando na corte de Ferrara, junto com seu irmão, Dosso Dossi (c. 1489-1542).  Acredita-se que tenha trabalhado no mesmo estúdio de Rafael, de 1517 a 1520.  Entre seus alunos estava Camillo Filippi (c. 1500-1574).  